# Брезанддейк
Брезанддейк (нід. Breezanddijk) — село в нідерландській провінції Фрисландія. Входить до муніципалітету Південно-Західна Фрисландія.
Його площа становить 1,63км², а населення станом на 2021 рік складало 5 осіб.
Розташоване на штучному острові, створеному наприкінці 1920-х років під час будівництва дамби Афслютдейк, яка відгородила затоку Зейдерзе від Ваттового моря, й утворивши таким чином штучне прісноводне озеро Ейсселмер. Спочатку скалдалося із 40-50 бараків, в яких розміщувалися будівельники дамби.